# Oileus nonstriatus
Oileus nonstriatus es una especie de coleóptero de la familia Passalidae.

## Distribución geográfica
Habita en México.